# Maybach HL230
El Maybach HL230 es un motor de pistones alimentado por gasolina, enfriado por agua, de doce cilindros en "V" a 60° y con una cilindrada total de 23 litros diseñado por Maybach. Fue usado durante la Segunda Guerra Mundial en los tanques pesados alemanes: Panzer V Panther, Jagdpanther, Panzer VI Königstiger, Jagdtiger (HL230 P30), y en las últimas versiones del Panzer VI Tiger y Sturmtiger (HL230 P45). El motor era una evolución del HL210, más pequeño, que desplazaba 21 litros, y a diferencia del HL230, tenía cárter y bloque de aluminio. El HL210 fue usado en los primeros 250 Tiger I.
El motor tenía una cilindrada de 23 095 cm³ (aprox. 1925 cm³ por cilindro) y una salida máxima de 700 CV (690 hp, 515 kW) a 3000 rpm. El par máximo es de 1850 Nm a 2100 rpm. La potencia de trabajo normal es de 600 cv (592 hp, 441 kW) a 2500 rpm.
El cárter y el bloque están hechos de fundición de hierro, al igual que las culatas de cilindros. El motor pesa 1200 kg y mide 1000 x 1190 x 1310 mm. Está alimentado por 4 carburadores de doble cuerpo Solex modelo 52JFF. Posee árbol de levas en cabeza, una característica avanzada para la época.
El motor fue puesto en producción rápidamente sin haber solucionado todos los fallos que presentaba. Realmente no era confiable si se lo usaba a máxima potencia a 3000 rpm, por lo que el manual de operaciones, que se entregaba a las tripulaciones de los Panzer, indicaba que no debía superarse el régimen de 2600 rpm. Es obvio que el Tiger estaba falto de potencia, y su velocidad era inferior a la de muchos de sus rivales, como por ejemplo el soviético T-34. Otro problema era el alto consumo de combustible, que llegaba a 6,5 litros por kilómetro.
La producción total de Maybach, Auto Union y Daimler-Benz fue de aproximadamente 9000 unidades.